# Летуновский, Алексей Михайлович
Алексей Михайлович Летуновский (12 марта 1951, с. Усть-Катунь, Бийский район, Алтайский край — 15 июня 2012, г. Владивосток) — советский и российский инженер-строитель, руководитель промышленных предприятий. Почетный строитель России.

## Биография
Родился 12 марта 1951 года в селе Усть-Катунь Бийского района Алтайского края в простой семье, где было четверо детей.
Окончил школу в г. Бийск, куда переехала семья. После окончания школы год работал фрезеровщиком в управлении механизации и энергохозяйства треста № 122.
В 1974 году окончил Новосибирский институт железнодорожного транспорта по специальности «Мосты и тоннели» с присвоением квалификации «Инженер путей сообщения-строитель».
В годы студенчества участвовал в прокладке дорог к нефтяным месторождениям Сургута. Затем работал инженером на строительстве и реконструкции тоннелей и мостов Забайкальской и Дальневосточной железных дорог. В дальнейшем работал начальником Лагар — Аульского участка, главным инженером Тоннельного мостоотряда ТМО-10, где прошел все ступени строительного роста: горный мастер, сменный инженер, заместитель и главный инженер.
В начале девяностых годов в г. Свободный Амурской области создал АО «Амуринвест» где работал главным инженером.
В 1993 году создал АО «Дальневосточная горно-строительная компания», где работал в должности Генерального директора, а затем и её Президента.
В 2000 году получил Государственный квалификационный сертификат на осуществление профессиональной деятельности в области строительства и создал в г. Владивосток компанию АО «ДВГСК», впоследствии ООО «ДВГСК», где проявил себя как талантливый организатор, масштабный руководитель, крупный специалист в строительстве подземных сооружений.
В 2000—2012 годах бессменный Генеральный директор ООО «ДВГСК» (г. Владивосток) и ООО «ДВГСК-Центр» (г. Москва), которыми реконструированы или построены практически все основные тоннели Дальневосточного участка Транссиба, Северо-Кавказской железной дороги, объекты инфраструктуры к саммиту АТЭС 2012 и другие крупнейшие сооружения Дальнего Востока и России.
Умер во Владивостоке 15 июня 2012 года. Похоронен на кладбище села Усть-Катунь (Бийский район).

## Профессиональная деятельность
Один из крупных руководителей горно — строительной отрасли России, член правления Тоннельной ассоциации России.
Создал крупнейшую на Дальнем Востоке России холдинговую горно-строительную компанию «Дальневосточная горно-строительная компания» (ДВГСК), состоящую из 14 самостоятельных структурных подразделений и был до момента ухода из жизни её бессменным Генеральным директором и Президентом.
Построил и реконструировал тоннели дальневосточного участка Транссиба: Кипарисовский железнодорожный тоннель, Владивостокского железнодорожного тоннеля, Лагар-Аульский железнодорожный тоннель в Еврейской автономной области, Тарманчуканский тоннель в Амурской области и другие.
Впервые предложил систему автодорожных тоннелей для решения транспортных проблем Владивостока и возродил подземное строительство во Владивостоке в результате создания таких объектов, как подземные переходы по улицам Калининской, Светланской, проспекту Красного Знамени и других.
Участвовал в строительстве уникального Северо-Муйского тоннеля БАМа, в капитальном ремонте и строительстве тоннелей Северо-Кавказской железной дороги при подготовке к Олимпиаде-2014 в Сочи.
Участвовал в строительстве крупнейших объектов при подготовке к саммиту АТЭС: в возведении моста на остров Русский, в строительстве автодороги М-60, строительстве объекта Пушкинская депрессия, кампуса ДВФУ, в проведении ремонта и реконструкции причалов акватории бухты Золотой Рог..
В рамках международных отношений между Российской Федерацией и Корейской Народной Демократической Республикой провел работы по переустройству железной дороги ст. Хасан (РФ) — ст. Туманган (КНДР) — ст. Раджин (КНДР) с реконструкцией тоннелей на Транскорейской магистрали.

## Награды, признание
- Почетное звание «Почетный строитель»
- Знак «Почетный строитель России»
- Орден «За заслуги в строительстве Российской Федерации»
- Член правления Тоннельной ассоциации России
- Почетные грамоты Губернатора Приморского края и главы г. Владивостока.

## Память
Прошедший во Владивостоке в 2013 году Четвёртый Международный семинар «Проблемы освоения подземного пространства мегаполисов» был посвящен памяти А. М. Летуновского.

## Семья
- Отец — Летуновский Михаил Петрович (ум. 1991).

- Супруга — Летуновская Людмила Александровна (1951 г.р.)
- Сыновья — Летуновский Михаил Алексеевич (1978 г.р.) — генеральный директор ДВГСК (2013)[11], Летуновский Алексей Алексеевич (1980 г.р.) — оба выпускники НИИЖТ.
- Дочь — Летуновская Александра Алексеевна (1983 г.р.) — практикующий коуч, психолог.